# Giovanna Parenti
Giovanna Parenti (27 de julio de 1949) es una deportista italiana que compitió en judo. Ganó tres medallas de bronce en el Campeonato Europeo de Judo entre los años 1976 y 1979.

## Palmarés internacional
| Campeonato Europeo | Campeonato Europeo      | Campeonato Europeo | Campeonato Europeo |
| Año                | Lugar                   | Medalla            | Categoría          |
| ------------------ | ----------------------- | ------------------ | ------------------ |
| 1976               | Viena (Austria)         | Medalla de bronce  | +72 kg             |
| 1978               | Colonia (RFA)           | Medalla de bronce  | +72 kg             |
| 1979               | Kerkrade (Países Bajos) | Medalla de bronce  | Abierta            |